# Kiprovo
Kiprovo (rusky Кипрово) je vesnice v kargopolském okrese v Archangelské oblasti v Rusku. Nachází se 5 km od Kargopole. V osadě žije 206 obyvatel. Vesnice je známá svým unikátním dřevěným kostelem sv. Jana Zlatoústého (z roku 1665) a zvonicí.

## Galerie

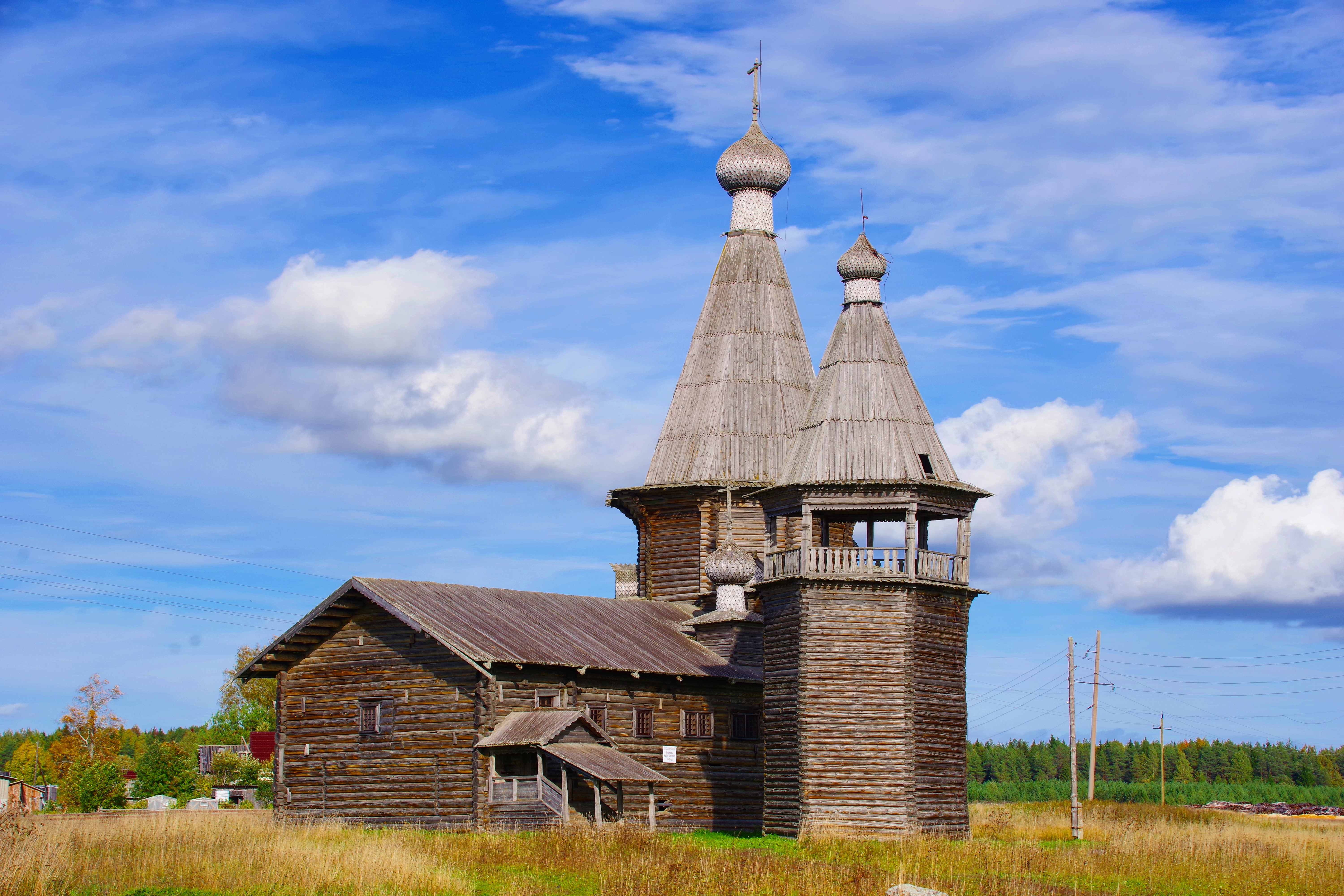
Kostel sv. Jana Zlatoústého 1665
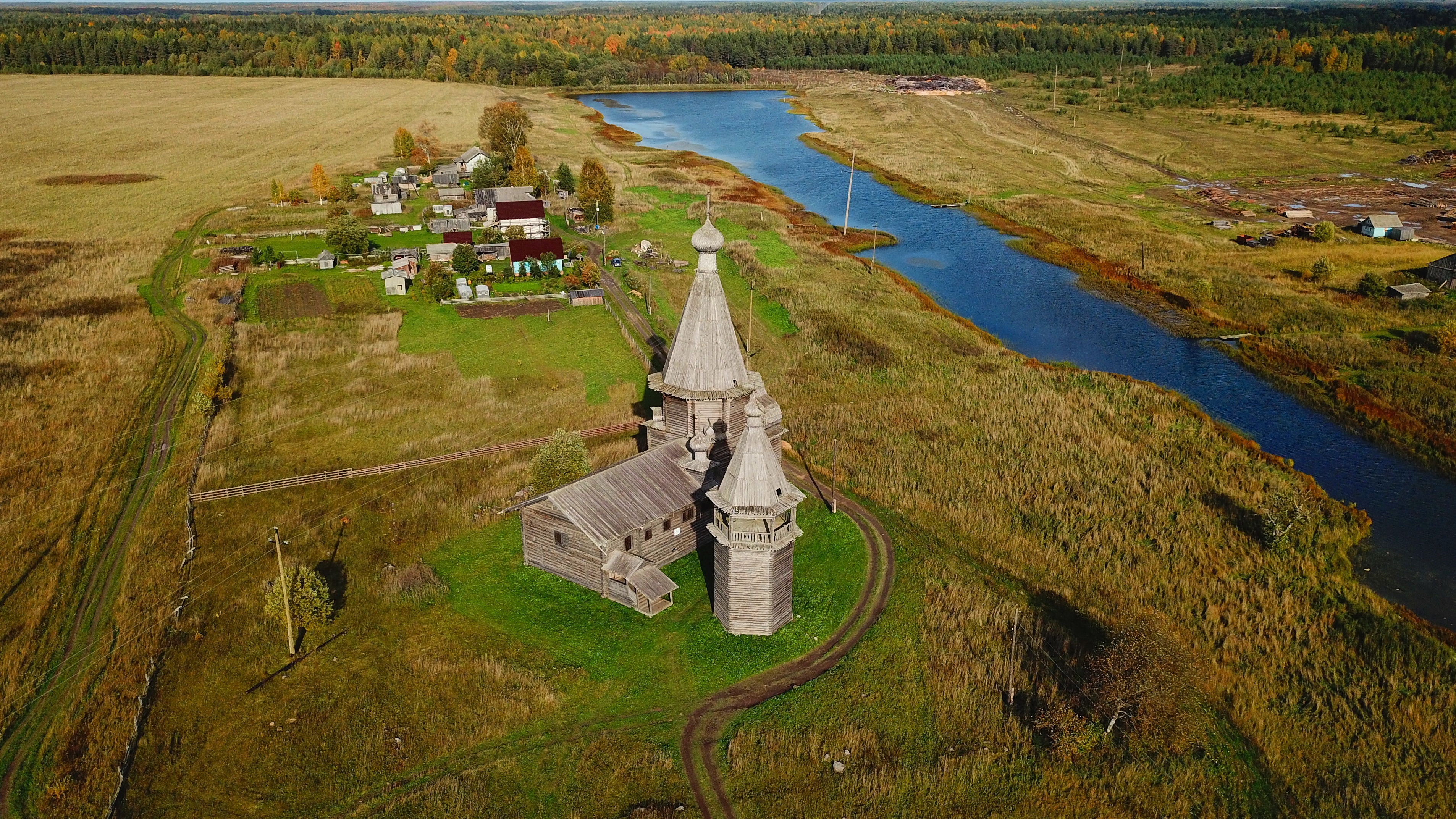
Kostel sv. Jana Zlatoústého 1665
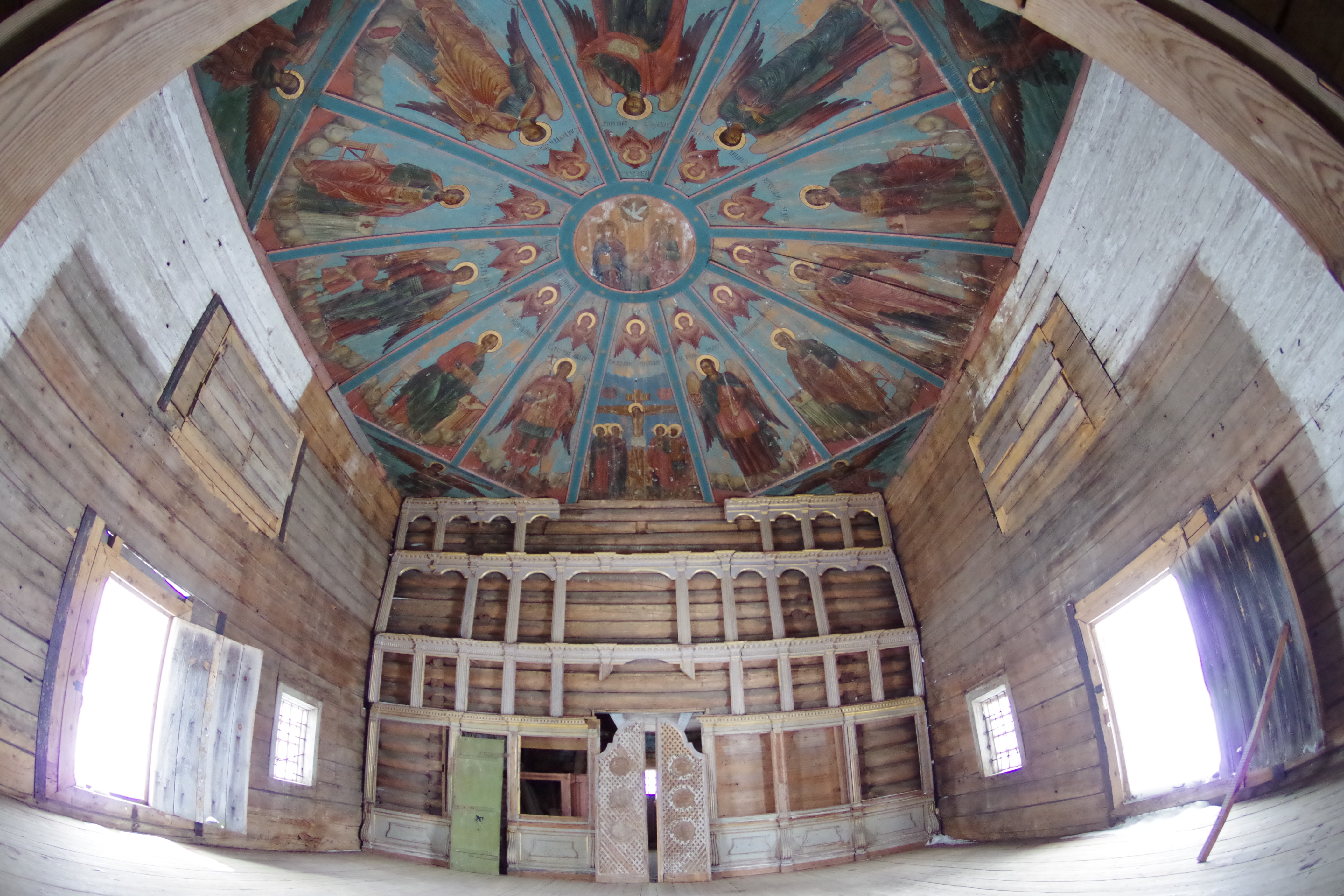
Kostel Jana Zlatoústého 1665 (interiér)
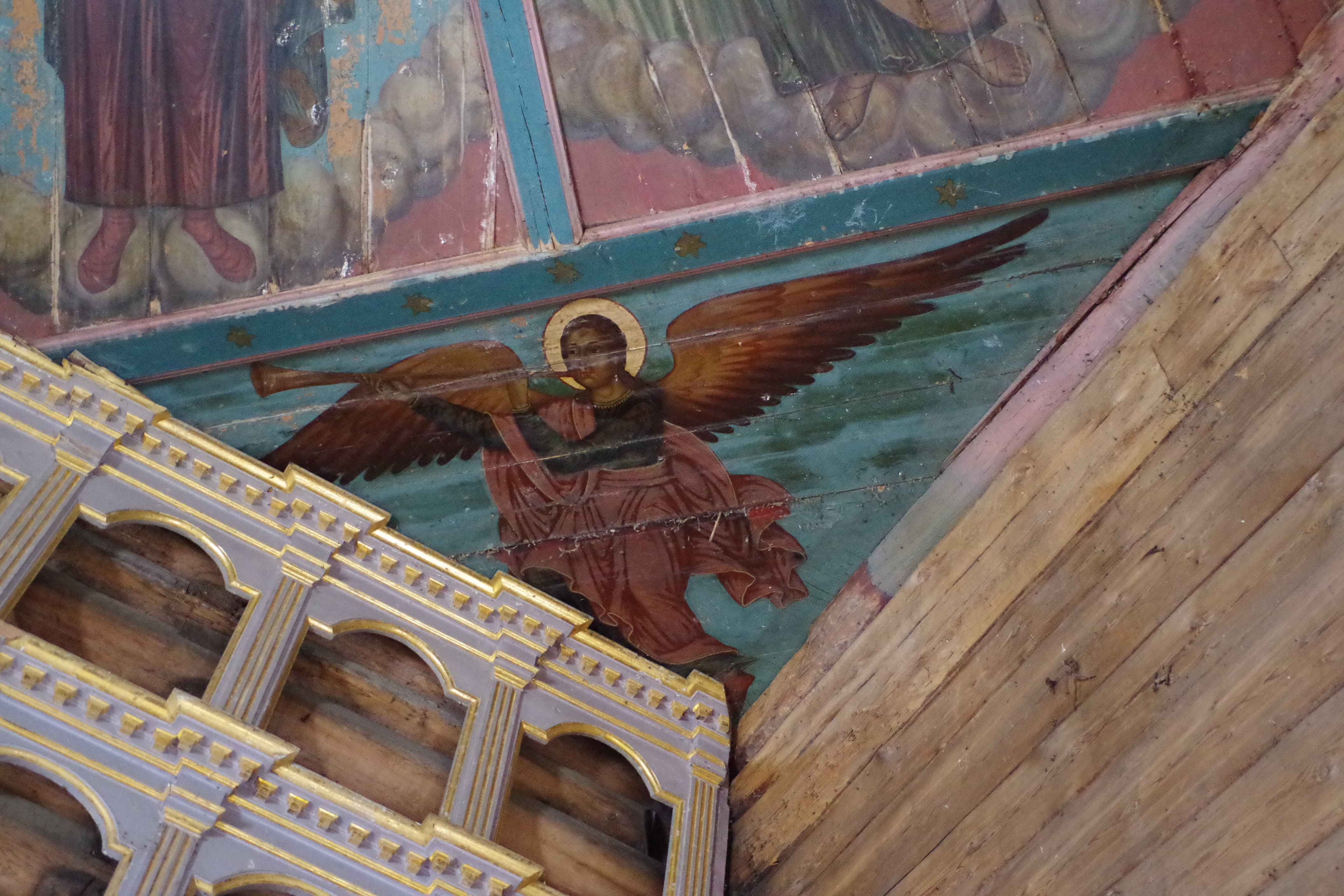
Kostel sv. Jana Zlatoústého 1665